# سعيد العويران
سعيد العويران (مواليد 19 أغسطس 1967)، لاعب كرة قدم سعودي سابق. لعب في مركز الوسط المتقدم مع نادي الشباب السعودي والمنتخب السعودي.
شارك في كأس العالم لكرة القدم 1994 وكأس العالم لكرة القدم 1998، ويعتبر هدفه في مرمى منتخب بلجيكا لكرة القدم في كأس العالم لكرة القدم 1994 سادس أفضل هدف في تاريخ كأس العالم، ولُقب بعد ذلك بمارادونا العرب، فاز بجائزة أفضل لاعب في آسيا في عام 1994 مما جعله أشهر لاعب سعودي، وشارك العويران في 75 مباراة دولية وسجل 24 هدفًا.

## الحياة الشخصية
سعيد هو ابن عم اللاعب الدولي خميس العويران.

## مسيرته الكروية

### بداياته المبكرة
سجل في نادي الشباب وهو لا زال في السادسة عشر من عمره وترعرع في هذا النادي ثم تدرج من الناشئين والشباب ومن ثم الفريق الأول وختم مسيرته مع نادي الشباب، وقد تلقى عدة عروض ولكنه فضل البقاء حتى اعتزاله. بدأ بزوغ نجم سعيد العويران في وقت مبكر ولعب لنادي الشباب. وفي موسم 1987 كان للشباب بقيادة نجمهم سعيد وقفة مع التاريخ حينما قادهم مع زملائه لأول لقب رسمي في تاريخه الذي امتد لأربعين عام وأدهش سعيد الجميع بأدائه الجميل رغم أنه لم يكمل العشرين من عمره وقتها ولم تقف موهبة سعيد عند هذا الحد بل قادهم للحفاظ على اللقب في الموسم الذي يليه يبدو أن مستوى الشباب اقترن بمستوى سعيد العويران فبتدني مستواه.
العامين التاليين بدأ مستوى الشباب بالانخفاض ولكن سرعان ماعاد سعيد ليحرز للشباب أول لقب لدوري السعودي مطلع التسعينات الميلادية ولم يقف إبداعه عند هذا المستوى بل قادهم لتحقيقه ثلاث مرات متتالية كأول نادي سعودي يحقق هذا الإنجاز توج في عام 1992 كهداف للدوري وقاد الشباب لتحقيق الرباعية التاريخية عام 1993 عندما أحرز النادي الدوري السعودي وكأس الخليج ودوري العرب وكأس ولي العهد.

## مسيرته الدولية
بعد المستوى الذي قدمه سعيد مع الشباب قام مدرب المنتخب بضمه إلى تشكيلة المنتخب المشاركة في كأس القارات، حيث لعب المنتخب على كأسها أمام الأرجنتين الذي كان وقتها المصنف الأول في قائمة الفيفا.

### كأس الخليج العربي 1994
سجل هدف في مرمى منتخب البحرين لكرة القدم
اختير إلى جانب ماجد عبد الله وفهد الهريفي من السعودية، وفيصل الدخيل من الكويت ضمن قائمة أفضل 30 لاعب في القرن الآسيوي.

### تصفيات كأس العالم 1994
استدعي سعيد في التشكيلة التي ستخوض التصفيات الأولية المؤهلة لكأس العالم 1993 واختار المنتخب السعودي عدة نجوم كان سعيد أبرزهم، لعب المنتخب لقاء ودي مع فريق الكوكب استطاع سعيد أن يسجل فيه أحد الأهداف السعودية بعدها بدأت التصفيات وكان سعيد لاعب أساسي للمنتخب وبدأ المنتخب بلقاء أمام مكاو سجل سعيد هدفين وفي اللقاء الرابع لسعيد في التصفيات أيضاً أمام مكاو واستطاع هذه المرة تسجيل هاتريك وأختتم التصفيات الأولية بهدف في مرمى الكويت في آخر لقاءات التصفيات في لقاء انتهى سعودي بهدفين ليتوج نفسه هدافاً للمنتخب بـ6 أهداف من أصل 20 هدف سجلها المنتخب السعودي قاد بها الأخضر السعودي للتصفيات النهائية استمر سعيد على رأس القائمة التي ستشارك في التصفيات النهائية لعبة قبلها السعودية مباريات ودية بدأتها بلقائين أمام المنتخب التايلاندي.
سجل فيها سعيد هدفين ثم خسر أمام المنتخب الكوستاريكي بثلاثة أهداف لهدفين سجلها سعيد العويران عاد بعدها في اللقاء الآخر لينتصر على المنتخب الكوستاريكي بثلاثية كان لسعيد منها هدف وكان لسعيد حضور في التصفيات بتسجيله هدف التعادل أمام العراق في خامس لقاء خاضة وأبقى هدف التعديل الآمال السعودية لمنافسة الكويت على بطاقة العبور ليتأهل بعدها المنتخب السعودي بفضل أهداف سعيد التي وضعته على قائمة هدافي المنتخب لأول كأس عالم في تاريخها وليتوج نفسه هدافاً للعالم آن ذاك مع المنتخب السعودي بـ 18 هدف.

### كأس العالم بأمريكا 94
لعب المنتخب السعودي أول لقاء في التصفيات أمام المنتخب الهولندي ورغم الهزيمة إلا أن مستوى المنتخب السعودي كان جيداً أمام منتخب مثل هولندا وكان سعيد بجانب فؤاد من من لفتوا الانتباه وخاض سعيد ثاني لقاء له أمام منتخب المغرب وقدم أداء لقي الاستحسان ولكن سعيد التصفيات لم يظهر حتى الآن بالشكل المطلوب والأمال كلها متعلقة به وكان لسعيد كلمة في الدقيقة الخامسة في لقاء بلجيكا عندما انطلق بالكرة من منتصف ملعب المنتخب السعودي
من كرة مررة من محمد عبد الجواد وشق سعيد طريقه نحو الشهرة ضارباً بآمال المنتخب البلجيكي ومحطماً دفاعه حتى تجاوز المدافع السادس ليسجل أحد أفضل الأهداف التي شهدتها كرة القدم وسيبقى هدف سعيد عالقاً في رؤوس متابعي كرة القدم للأبد لينال سعيد جائزة أفضل لاعب في اللقاء ويقود منتخب بلاده لدور الـ 16 وأفضل إنجاز لها في كأس العالم ويصبح بطلاً قومياً.
واللاعب رقم واحد في قلوب السعوديين قام الفيفا باختيار هدف سعيد العويران كأفضل هدف في البطولة وكأفضل ثاني هدف في تاريخ كؤوس العالم حتى وقتنا هذا كما اختار الفيفا سعيد العويران في قائمة أفضل 22 لاعب في كأس العالم 1994 مسجلاً سعيد نفسه كأحد أبطال كرة القدم ونقش اسمه بأحرف من ذهب في سجلات الفيفا.

#### هدف العويران في بلجيكا
- أفضل هدف في كأس العالم 1994 بأختيار الفيفا (في أفضل حارس في البطولة).[2]
- أفضل ثاني هدف في تاريخ كؤوس العالم بأختيار الفيفا.
- أفضل رابع هدف في تاريخ كرة القدم باختيار وورد سوكر.
- أفضل هدف في تاريخ كؤوس العالم بأختيار وكالة الأنباء الألمانية.
- أفضل ثالث هدف في التاريخ من قبل الـ بي بي سي.
- أفضل ثاني هدف في كؤوس العالم من قبل كوب فانس.
- أفضل سادس هدف في تاريخ كؤوس العالم في استفتاء شمل 400 ألف شخص.

### كأس القارات 1992
سجل أجمل هدف في البطولة في مرمى منتخب الأرجنتين صنفته جريدة بريطانية بأنه ثالث أجمل هدف في تاريخ كؤوس العالم قاطبة وهذا إنجاز عربي كبير.

### كأس العالم 1998
استمر سعيد العويران بمستواه المعروف وكان من أبرز اللاعبين ولكنه هذه المرة ركز على لعب الوسط أكثر من النزعة الهجومية، وسجل هدفاً واحد في التصفيات وتأهل مع المنتخب لمونديال فرنسا. وعند وصول المنتخب لفرنسا حاصرت القنوات والإذاعات والمجلات والجرائد سعيد العويران وكان من المع وأشهر لاعبي تلك البطولة ولكن المنتخب في كأس العالم 98 ولم يكن كسابقة حتى في ضل وجود سعيد الذي كبر في السن ولم يكن سعيد 94.

## ألقابه
- لقب بـ مارادونا العرب بعد هدفه في بلجيكا في كأس العالم 1994.
- كما لقب أيضاً بـ أمير صحراء كرة القدم من قبل روب هيوق.
- لُقّب بلاعب الشرق الأوسط الأول من قبل الـ سي إن إن.

## الإنجازات

### النادي
- الدوري السعودي الممتاز (3): 1990–91 – 1991–92 – 1992–93.
- كأس الخليج للأندية (2): 1993 – 1994
- كأس النخبة العربية (1): 1996
- كأس ولي العهد (1): 1996
- كأس الكؤوس الأسيوية (1): 2001
- كأس ولي العهد (1): 1999
- كأس الأندية العربية أبطال الدوري (2): 1992 ، 1999.

### المنتخب
- كأس الخليج العربي (1): 1994.
- التأهل إلى الدور 16 في كأس العالم 1994.
- مشاركته في كأس العالم 1998
- تسجيلة لهدف في مرمى منتخب الأرجنتين في كاس القارات المقامة في السعودية.
- تسجيلة لهدف في مرمى منتخب بلجيكا قي كأس العالم 1994. المقامة في الولايات المتحدة ويعتبر من افضل اهداف العالم وسبب تأهل المنتخب لدور ال16 في كأس العالم

### الفردية
- هدّاف الدوري السعودي (1): 1991–92.
- هدّاف العالم (1): 1993 «كأول لاعب سعودي والوحيد حتى الآن».
- جائزة أفضل لاعب عربي (1): 1993.
- هدّاف تصفيات كأس العالم (1): 1994.
- أفضل ثاني لاعب في كأس الخليج العربي (1) 1994.
- أفضل لاعب سعودي (1): 1993.
- جائزة أفضل لاعب في آسيا (1): 1994 «وهو أول لاعب يحرز الجائزة بعد تبني الاتحاد الآسيوي لها».
- أفضل لاعب للشهر (1): 1998.
- صنفته البي بي سي في قائمة نجوم المونديال.
- صنفته وكالة الأنباء الفرنسية كأبرز لاعبي العرب في المونديالات.
- صنفه الإتحاد الأسيوي لكرة القدم كلاعب كرة القدم الأول عام 1994 وهو اللاعب الوحيد في تاريخ آسيا الحائز على هذا اللقب.
- أول لاعب سعودي يحرز هاتريك في تصفيات كأس العالم.
- أفضل لاعب في الشرق الأوسط من قبل الـ سي إن إن.
- تشكية نجوم العالم كأول لاعب سعودي.
- تشكيلة منتخب آسيا كأول لاعب سعودي.
- ضمن قائمة أفضل 22 لاعب في كأس العالم 1994.
- تشكيلة المنتخب السعودي القدامى في أول بطولة خليجية للقدامى.
- تشكيلة منتخب العرب الأولى لدعم لبنان.
- سادس لاعبي القرن في آسيا بأختيار الفيفا.

## قالوا عنه
| سبقه · اليابان كازيوشي ميورا | أفضل لاعب آسيوي 1994 | تبعه · اليابان ماسامي إيهارا |

## وصلات خارجية
- سعيد العويران على موقع الاتحاد الدولي (مؤرشف)  (الإنجليزية)
- سعيد العويران على موقع قاعدة بيانات كرة القدم.إي يو (الإنجليزية)
- سعيد العويران على موقع ناشيونال فوتبول تيمز (الإنجليزية)
- سعيد العويران على موقع Soccerway.com (الإنجليزية)